# 柯里化
在计算机科学中，柯里化，又译为卡瑞化或加里化，是把接受多个参数的函数变换成接受一个单一参数（最初函数的第一个参数）的函数，并且返回接受余下的参数而且返回结果的新函数的技术。这个技术由克里斯托弗·斯特雷奇以逻辑学家哈斯凱爾·加里命名的，尽管它是Moses Schönfinkel和戈特洛布·弗雷格发明的。
在直觉上，柯里化声称「如果你固定某些参数，你将得到接受余下参数的一个函数」。所以对于有两个变量的函数{\displaystyle y^{x}}，如果固定了{\displaystyle y=2}，则得到有一个变量的函数{\displaystyle 2^{x}}。
在理论计算机科学中，柯里化提供了在简单的理论模型中，比如：只接受一个单一参数的lambda演算中，研究带有多个参数的函数的方式。
函数柯里化的对偶是Uncurrying，一种使用匿名单参数函数来实现多参数函数的方法。例如：
```
var
 
foo
 
=
 
function
(
a
)
 
{

  
return
 
function
(
b
)
 
{

    
return
 
a
 
*
 
a
 
+
 
b
 
*
 
b
;

  
}

}

```

这样调用上述函数：(foo(3))(4)，或直接foo(3)(4)。

## 動机
柯里化是一種處理函數中附有多個參數的方法，並在只允許單一參數的框架中使用這些函數。例如，一些分析技術只能用於具有單一參數的函數。現實中的函數往往有更多的參數。弗雷格表明，為單一參數情況提供解決方案已經足夠了，因為可以將具有多個參數的函數轉換為一個單參數的函數鏈。這種轉變是現在被稱為“柯里化”的過程。
在數學分析或計算機編程中，所有可能遇到的“普通”函數都可以被使用。但是，有些類別不可能使用柯里化；確實允許柯里化的最普通的類別是閉合的monoidal類別。一些編程語言幾乎總是使用curried函數來實現多個參數；值得注意的例子是 ML 和 Haskell，在這兩種情況下，所有函數都只有一個參數。這個屬性是從lambda演算繼承而來的，其中多參數的函數通常以柯里形式表示。
柯里化與部份求值是相關的，但不完全相同。在實作中，閉包的編程技術可以用來執行部份求值和一種捲曲，通過將參數隱藏在使用柯里化函數的環境中。

### 部份求值
柯里化有如倣效接受多個參數的函數評估過程，若以紙筆手工作業，要週密地寫出評估過程中的所有步驟。
例如，給定某一函數 {\displaystyle f(x,y)=y/x}:
要評估 {\displaystyle f(2,3)} 時，首先以 {\displaystyle 2}代入 {\displaystyle x}
因為結果會是函數 {\displaystyle y}的輸出，所以可定義為一個新函數 {\displaystyle g(y)} 為 {\displaystyle g(y)=f(2,y)=y/2}
接下來將 {\displaystyle y}參數以 {\displaystyle 3}替換，產生了 {\displaystyle g(3)=f(2,3)=3/2}
在紙上使用傳統符號，上述過程通常是一次代入兩個參數 {\displaystyle x,y}的值就完成了。

而每個參數其實是依次序替換，在每一步替換的中介函數只能接受單一個參數。
以上範例有點缺陷，雖然應用上類似函數的部份求值。對柯里化的過程來說，但並非完全相同（見下文）。

### 示例
柯里化（Currying）是產生一系列連鎖函數的一種方法，其中每個函數只有一個參數。藉由另一個柯里化之後的新函數，傳回其它剩餘參數的功能，將原本以多個參數應用的函數“隱藏”起來，如下所述。
給定帶有 x和y兩個參數的函數 f，也就是，
{\displaystyle f(x,y)}
然後可以構造一個與原來的 f 相關的新函數 hx。這個函數的形式只有單一參數 y，並給定該參數，則 hx 返回 f(x,y)。也就是，
{\displaystyle h_{x}(y)=f(x,y)}.
在這裡應該了解 h上的下標 x是當成隱藏作用的符號設施，或者說把一個參數放在一邊，使原函數變成只帶一個參數。柯里化（Currying）提供了符號標記上的技巧，將函數因而抽象化。
這個技巧要利用map或函數構造子。符號 {\displaystyle \mapsto }用於表示抽象化的實際行為。
例如以 {\displaystyle y\mapsto z} 這樣子來表示：某個函數將一個參數 y映射到結果 z。
然後考慮從 hx 記號中刪掉下標 x，就得到了一個 柯里化表示的代表符 h；
而成為另一個給予 x 能把其“值”傳回的不同函數 hx；它恰好是一個函數構造，其映射過程
可以用 {\displaystyle y\mapsto f(x,y)} 語句來表達，或者描述為一個將參數 y映射到結果 z的函數。也就是，
{\displaystyle h_{x}=(y\mapsto f(x,y))},
用不同代表符號（但意義相同）來看，
{\displaystyle h(x)=(y\mapsto f(x,y))}
函數 h 本身現在可用 hx 相似的表示，並寫成
{\displaystyle h=(x\mapsto (y\mapsto f(x,y)))}
能夠負責並處理對開頭涉及的函數參數。鑑於上述情況，柯里化的行為可被理解為一函數，給予某些任意的 f，即涉及相關的 h函數可以產生 h的所述功能；論及 f。也就是，
{\displaystyle {\text{curry}}=(f\mapsto h)}
或相當於
{\displaystyle {\text{curry}}(f)=h}
這說明了柯里化的基本性質：它是參數重新定位的機制，將原函數中的每一個參數綁定到不同的新函數，而返回另一個相關的函數。也就是給定函數 f原本傳回一個“值”，則柯里化“構造”了一個新函數 h 而傳回的是涉及 f的函數。另一種理解柯里化的不同方式，則意識到它只是一個代數遊戲，符號的句法重新排列。人們不會問這些符號的“含義”是什麼; 一個人只同意他們的重新排列規則。 要看出這一點，注意原來的函數 f本身可能寫成
{\displaystyle f=((x,y)\mapsto f(x,y))}
與上面的函數 h互相比較，可以看出這兩種形式都重新排列了括號，以及將逗號轉換為箭頭。回到前面的例子，
{\displaystyle f(x,y)={\frac {y}{x}}}
然後有，
{\displaystyle g=h_{2}=h(2)=(y\mapsto f(2,y))}
作為上例柯里化的相等物。 添加一個參數到 g 然後給出
{\displaystyle g(y)=h_{2}(y)=h(2)(y)=f(2,y)={\frac {y}{2}}}
以及
{\displaystyle g(3)=h_{2}(3)=h(2)(3)=f(2,3)={\frac {3}{2}}.}
剝除參數的方法或許更容易地理解，例如有四個參數的函數：
{\displaystyle f(x,y,z,w)}
經過上述操作，導出為形式
{\displaystyle h_{x}=((y,z,w)\mapsto f(x,y,z,w))}
這應用到三元組之上可得到
{\displaystyle h_{x}(y,z,w)=f(x,y,z,w)}.
然後適當地寫成柯里化形式
{\displaystyle h=(x\mapsto ((y,z,w)\mapsto f(x,y,z,w)))}
一直繼續玩著重新安排符號的代數遊戲，最終導出了完全的柯里化形式
{\displaystyle x\mapsto (y\mapsto (z\mapsto (w\mapsto f(x,y,z,w))))}
對箭頭運算符一般理解是右結合的，所以上面大部份的括號是多餘的，在意義不變的情況下可以刪除掉。因此，寫成了很常見的
{\displaystyle x\mapsto y\mapsto z\mapsto w\mapsto f(x,y,z,w)}
也就是函數 f完全的柯里化形式。

## 定義
從非形式的一般定義開始，柯里化是最容易理解的，然後再塑造它以適應許多不同的領域。

首先說明一些符號的標記法。
{\displaystyle f\colon X\to Y} 表示從 {\displaystyle X} 映射到 {\displaystyle Y} 的函數{\displaystyle f}。
{\displaystyle X\to Y} 表示從 {\displaystyle X} 到 {\displaystyle Y} 的所有函數。
這裡，{\displaystyle X} 和 {\displaystyle Y} 可以是集合、或者是類型，或者它們可以是其它型別的物件，如下所述。
令 {\displaystyle X\times Y}表示有序對，即笛卡爾乘積。
給定類型為{\displaystyle f\colon (X\times Y)\to Z} 的函數{\displaystyle f}，柯里化即構造或創建一個新的函數：
{\displaystyle {\text{curry}}(f)\colon X\to (Y\to Z)}
也就是說，{\displaystyle {\text{curry}}(f)}取一個類型為 {\displaystyle X}的參數，並返回一個類型為 {\displaystyle Y\to Z}的函數。Uncurrying則相反。

### 集合論
數理領域的集合論中，符號 {\displaystyle Y^{X}}用於表示從 {\displaystyle X}集合映射到 {\displaystyle Y}集合的函數。柯里化是指從 {\displaystyle B\times C}映射到 {\displaystyle A}的 {\displaystyle A^{B\times C}}函數，和從 {\displaystyle B}之中映射，由 {\displaystyle C}到{\displaystyle A}的 {\displaystyle \left(A^{C}\right)^{B}}函數，這些組合的自然變換。事實上是這種自然變換關係，闡述了出現在集合論中的指數符號。在集合的範疇論中 {\displaystyle Y^{X}}被稱為指數物件。

### 函數空間
在函數空間理論中，如泛函分析或拓撲的同倫，人們通常對拓撲空間之間的連續函數感興趣。從 {\displaystyle X}到 {\displaystyle Y} 所有的函數集，寫成 {\displaystyle {\text{Hom}}(X,Y)}（Hom函子）並使用 {\displaystyle Y^{X}} 來表示連續函數的子集。在這裡的 {\displaystyle {\text{curry}}}是一一對應的
{\displaystyle {\text{curry}}:{\text{Hom}}(X\times Y,Z)\to {\text{Hom}}(X,{\text{Hom}}(Y,Z)),}
而 uncurrying 是反向的映射。如果從 {\displaystyle X}到 {\displaystyle Y} 的 {\displaystyle Y^{X}}集合為連續函數
給出了紧致开拓扑緊緻開拓撲，而且如果 {\displaystyle Y}空間是局部豪斯多夫緊緻的，那麼 {\displaystyle {\text{curry}}}是一個連續函數，也是同胚。儘管可能有更多情況，當 {\displaystyle X}，{\displaystyle Y}和 {\displaystyle Y^{X}} 是緊生成的時候，情況都是相同的。
這結果發展成了指數表示法
{\displaystyle {\text{curry}}:Z^{X\times Y}\to (Z^{Y})^{X}}
有時稱為指數法則。 而有用的推論是，一個函數若且唯若其柯里化形式是連續時，它才是連續的。另一個重要的結果是應用程序映射（在這種情況通常稱為“評估”）是連續的（注意eval在計算機科學中的概念與此嚴格不同）。也就是說，
{\displaystyle {\begin{aligned}&&{\text{eval}}:Y^{X}\times X\to Y\\&&(f,x)\mapsto f(x)\end{aligned}}}
當 {\displaystyle Y^{X}}是緊緻開放的，而且 {\displaystyle Y}局部緊緻的豪斯多夫時，那上述式子是連續的。這兩個結果對於確立同倫的連續性非常重要，亦即當 {\displaystyle X}是單位區間 {\displaystyle I}，所以 {\displaystyle Z^{I\times Y}\cong (Z^{Y})^{I}}能想成
就是從 {\displaystyle Y} 到{\displaystyle Z}的兩個函數的同倫，或者等價地，是 {\displaystyle Z^{Y}}中的單個（連續）路徑。

### 域理論
在序理論對於偏序集合的格，當格是給定的 Scott拓撲時，則 {\displaystyle {\text{curry}}}會是一個連續函數。為了提供 lambda演算的語義學，要先研究 Scott連續函數（因為普通集合理論不適合這樣做）。更一般地說，現在研究 Scott連續函數的域理論中，含括了計算機算法的指稱語義學。
請注意，Scott拓撲結構與拓撲空間範疇中可能遇到的許多常見拓撲結構完全不同; Scott拓撲通常更為精巧，而不是很嚴審的。連續性的概念使它出現在同倫類型理論中，粗略地說，兩個計算機程序可以被認為是同倫的，如果他們可以“連續”地從一個重構到另一個，即計算得出相同的結果。

### 型別理論
在型別理論中，對於計算機科學型別系統的一般概念，被形式化為一個具體的代數類型。例如寫為 {\displaystyle f\colon X\to Y}時，
意指那個 {\displaystyle X}和 {\displaystyle Y}是一種類型，而 {\displaystyle \to } 箭頭符號代表是類型構造函數，特別是指函數類型或箭頭類型。類似地，類型的笛卡爾積是由 {\displaystyle \times }構造函數，而建構出的複合結構類型。
型別理論方法可以用 ML編程語言表達，而受啟發衍生出的語言有：CaML，Haskell和F＃。

### 邏輯
在Curry-Howard下，柯里化和对偶柯里化的存在相當於邏輯定理{\displaystyle (A\land B)\to C\Leftrightarrow A\to (B\to C)}，因為多元组（型別積, product type）對應於邏輯中的且連接，而函數類型對應於蕴涵。

## 历史
「科里化」一词由克里斯托弗·斯特雷奇创造，以逻辑学家哈斯凱爾·加里命名。另外一个名词 "Schönfinkelisation" 则以Moses Schönfinkel命名。在数学历史中，这个原理可以追溯到1893年戈特洛布·弗雷格的工作。